# Construct
Construct je deseti studijski album švedskog melodičnog death metal sastava Dark Tranquillity. Objavljen je 24. svibnja 2013. godine.

## O albumu
Posljednji je album na kojem svira izvorni član sastava Martin Henriksson, koji ga je napustio 2016. Također je prvi album grupe od albuma Projector na kojem Henriksson svira bas-gitaru. Pjesme na albumu napisane su u vrijeme koje je sastav nazvao svojim "najmračnijim razdobljem"; dobio je pohvale kritičara zbog "melodrame" i "tame" u pjesmama.
Prije snimanja albuma basist Daniel Antonsson napustio je skupinu, a gitarist Martin Henriksson, koji je bio izvorni basist do albuma Projector, svirao je na bas-gitaru i gitaru. Pjevač Mikael Stanne nazvao je Antonssona kao "sjajnim momkom i nevjerojatnim glazbenikom".

## Popis pjesama
Tekstovi: Mikael Stanne. 
| 1.    | »For Broken Words«       | Anders Jivarp, Martin Brändström      | 4:34 |
| 2.    | »The Science of Noise«   | Martin Henriksson, Jivarp, Brändström | 3:45 |
| 3.    | »Uniformity«             | Jivarp, Niklas Sundin, Brändström     | 5:31 |
| 4.    | »The Silence in Between« | Henriksson, Jivarp, Brändström        | 3:32 |
| 5.    | »Apathetic«              | Sundin                                | 3:29 |
| 6.    | »What Only You Know«     | Brändström                            | 4:01 |
| 7.    | »Endtime Hearts«         | Sundin                                | 3:59 |
| 8.    | »State of Trust«         | Brändström                            | 4:06 |
| 9.    | »Weight of the End«      | Jivarp, Sundin, Brändström            | 4:56 |
| 10.   | »None Becoming«          | Brändström                            | 4:31 |
| 42:24 |                          |                                       |      |

| Dodatne pjesme na američkom izdanju | Dodatne pjesme na američkom izdanju      | Dodatne pjesme na američkom izdanju | Dodatne pjesme na američkom izdanju | Dodatne pjesme na američkom izdanju | Dodatne pjesme na američkom izdanju | Dodatne pjesme na američkom izdanju | Dodatne pjesme na američkom izdanju | Dodatne pjesme na američkom izdanju | Dodatne pjesme na američkom izdanju |
| Br.                                 | Skladba                                  | Skladatelj                          | Trajanje                            |                                     |                                     |                                     |                                     |                                     |                                     |
| ----------------------------------- | ---------------------------------------- | ----------------------------------- | ----------------------------------- | ----------------------------------- | ----------------------------------- | ----------------------------------- | ----------------------------------- | ----------------------------------- | ----------------------------------- |
| 11.                                 | »Immemorial«                             | Jivarp, Sundin, Brändström          | 5:04                                |                                     |                                     |                                     |                                     |                                     |                                     |
| 12.                                 | »Photon Dreams« (instrumentalna skladba) | Sundin, Brändström                  | 2:03                                |                                     |                                     |                                     |                                     |                                     |                                     |
| 49:31                               |                                          |                                     |                                     |                                     |                                     |                                     |                                     |                                     |                                     |

## Zasluge
| Dark Tranquillity - Martin Henriksson – gitara, bas-gitara - Anders Jivarp – bubnjevi - Niklas Sundin – gitara - Mikael Stanne – vokali - Martin Brändström – elektronika, inženjer zvuka |  | Ostalo osoblje - Cabin Fever Media – grafički dizajn - Isak Edh – dodatni inženjer zvuka - Daniel Falk – fotografije - Johan Örnborg – inženjer zvuka - Jens Bogren – mix, mastering |